# Туристически ресурс
Туристическите ресурси са природни или антропогенни (създадени от човека) обекти и явления, които притежават качества за задоволяване на лечебни, рекреативни, познавателни, делови или развлекателни потребности, поради което привличат туристите.
Общите ключови думи, дадени от класиците на науката география на туризма относно определението туристически ресурс, са: атрактивност (привлекателност), мотиви или потребности на туристите.
Важен елемент на всеки такъв обект или явление е притежаването на съответните полезни качества за задоволяване на тези потребности, но още по-съществено е, че след използването от туристите, тези качества обикновено се запазват – не се губят или унищожават.

## Категории
- локален;
- регионален;
- национален;
- международен.

## Групи
По генезис се разпределят на две основни групи:

### Природни
Те представляват обекти и явления от природната среда, които са атрактивни за туристите. Атрактивността в голяма степен се дължи на лечебните и рекреативните потребности, за сметка на по-слабата роля на познавателните. Междинно значение имат развлекателните и куриозитетните, но те се отличават с по-бързо развитие през последните десетилетия под влияние на модата, подражателството, увеличаването на свободното време, бягството от стреса на динамичния градски живот.
1. Релефни – планини, скиписти, ждрела, каньони, пещери, скални фигури, плажове, вулкани, пустини и оазиси, върхове и скални стени.
2. Климатични – слънчево греене, температури, валежи, снежна покривка, ветрове, северно сияние
3. Водни – океани и морета, приливи и отливи, езера и язовири, минерални води, карстови извори, реки, водопади, ледници, гейзери, блата
4. Растителни – цветя, фървета и гори, билки, гъби и ягодоплодни, подлес (папрат)
5. Животински – пеперуди, риби и земноводни, дивеч, птици

### Антропогенни
Те представляват обекти и явления, плод на човешка дейност.
Културно-исторически и делови
1. Исторически – археологически разкопки, крепости и кули, дворци, паметници и бойни места, мартирологични места, кораби
2. Архитектурни – чешми, мостове, акведукти, сгради, улици, площади, исторически крепости, кули, паметници
3. Религиозни – църкви, манастири, баптистерии, светилища, гробници мавзолеи, шествия празници
4. Етнографски – обичаи, облекла, битови предмети, занаяти, работилници, ферми, фолклорни празници, кулинария
5. Културно-познавателни – музеи експозиции, картинни галерии, съкровищници, университети и научно-технически центрове, библиотеки

Изкуствени
1. Развлекателни – увеселителни и тематични паркове, водни паркове, научно-технически паркове, центрове за отдих, барове дискотеки
2. Културни – чешми, мостове, акведукти, сгради, улици, площади, исторически крепости, кули, паметници
3. Спортни – състезания, стадиони, зали, плувни басейни, гребни бази
4. Исторически – панорамни, възстановки, фигурини паноктикуми, паметници мемориали
5. Делови – търговски центрове, панаири, борси, световни и други изложения, специализирани и конгресни зали